# Cirphis orthomita
Cirphis orthomita är en fjärilsart som beskrevs av Turner 1908. Cirphis orthomita ingår i släktet Cirphis och familjen nattflyn. Inga underarter finns listade i Catalogue of Life.